# Patrick Derible
 (juillet 2025).
Patrick Derible (né le 17 février 1956 à Saint-Pierre) est un dessinateur français.
Il dessine des timbres-poste pour la collectivité territoriale depuis 1987, ainsi que d'autres œuvres philatéliques.
Il exerce le métier de monteur pour la chaîne RFO de Saint-Pierre-et-Miquelon depuis 1991.

## Timbres de Saint-Pierre-et-Miquelon
- « Transat Lorient-Saint-Pierre-Lorient », premier timbre émis dessiné par Patrick Derible, 16 mai 1987.
- Portraits à la sanguine, gravés par Pierre Albuisson :
  - « Albert Pen 1935-2003 », 1er mars 2006.
  - « Sœur Hilarion », 10 janvier 2007.
  - « René Autin », janvier 2008.

## Autres timbres
« Louis Pasteur 1822-2022 »,gravé par Pierre Bara pour célébrer le bicentenaire de la naissance de Louis Pasteur, 4 février 2022.